# Ducatul Luxemburg
Ducatul Luxemburg (luxemburgheză: Herzogdem Lëtzebuerg, franceză Duché de Luxembourg, germană Herzogtum Luxemburg) a fost un stat al Sfântului Imperiu Roman din Țările de Jos.

## Teritoriul
Ducatul Luxemburg avea o suprafață mai mare decât actualul Mare Ducat de Luxemburg. Pe lângă teritoriul acestuia, Ducatul Luxemburg mai cuprindea și mare parte din provincia belgiană omonimă precum și o parte importantă din sudul provinciei Liège. De asemenea de ducatul Luxemburg aparțineau și domeniile din jurul orașelor Longwy și Thionville, actualmente în Franța, precum și regiunea Bitburg din Germania.
Din punct de vedere administrativ ducatul era organizat sub forma a 15 domenii:
- Orchimont (Orchimont, Han-sur-Lesse, Mirwart)
- Arlon (Arlon, Esch-sur-Sûre)
- Bronsfeld (Bronsfeld, Schönecken)
- Bastogne (Bastogne, Amberloup, Fauvillers, Wiltz, Clervaux)
- Chiny (Chiny, Florenville, Herbeumont, Izel, Orval, Étalle)
- Diekirch (Diekirch, Larochette, Mersch)
- Durbuy (Durbuy, Aywaille)
- Houffalize (Houffalize, Vielsalm)
- Marche (Marche-en-Famenne, Nassogne)
- Neufchâteau (Neufchâteau, Saint-Hubert, Cugnon)
- Laroche (La Roche-en-Ardenne, Tenneville)
- Luxemburg (Luxemburg, Heisdorf, Differdange, Remich, Grevenmacher, Wasserbillig, Echternach)
- Sankt Vith (Sankt Vith)
- Vianden (Vianden, Dasburg)
- Virton (Virton)

## Istoric

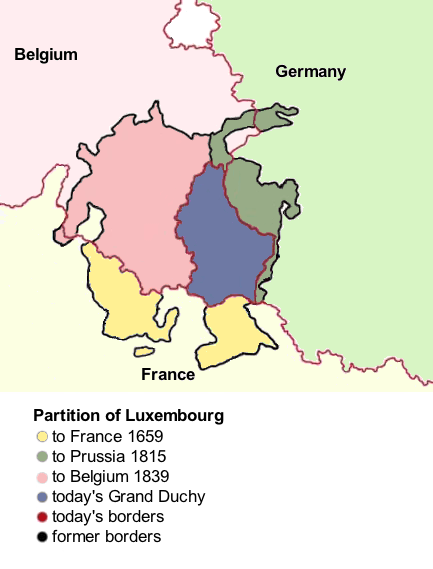
Teritoriul Ducatului Luxemburg suprapus peste frontierele actuale

Originile Luxemburgului sunt legate de construcția fortăreței Luxemburg în a doua jumătate a secolului al X-lea de către Siegfried I, Conte de Ardeni. Acesta a achiziționat de la Abația Sf Maximilian din Trier un fort, probabil de origini romane, numit Lucilinburhuc. Casa de Luxemburg devine o familie nobilă importantă în spațiul Sfântului Imperiu Roman, din rândul acesteia diverși membrii fiind Împărați, Regi ai Boemiei, Arhiepiscopi de Trier sau Maniz.
O serie de achiziții și căsătorii avantajoase au mărit domeniul Comitatului Luxemburg, iar în 1354 Carol al IV-lea, Împărat din dinastia Luxemburg, îl ridică la rangul de Ducat pentru fratele său Wenceslaus I. Deoarece Ducatul era guvernat conform Legii Salice, la moartea acestuia fărăurmași, docatul revine nepotului său Wenceslaus II, Rege al Romanilor și al Boemiei. Acesta oferă ducatul drept gaj în 1388 lui Jobst de Moravia acesta devenint "Duce angajat" (duc engagé), o practică ce va continua în următoarea perioadă. Prin căsătoria fiicei lui Sigismund de Luxemburg, Elisabeta, cu Albert de Habsburg, titlul intră în posesia familiei Habsburg până când Ana de Austria, fiica acestora, îl va vinde Regelui Franței Carol al VII-lea. Fiul acestuia, Ludovic al XI-lea îi cedează titlul ducelui angajat Filip al III-lea de Burgundia drept compensație pentru ajutorul oferit pentru a urca pe tron.
Odată cu intrarea titlului în portofoliul ducilor de Burgundia, Ducatul Luxemburg este înglobat Țărilor de Jos Burgunde, o serie de domenii din Țările de Jos, conduse colectiv de aceștia. Până la desființarea ducatului în secolul XVIII acesta va avea un destin comun cu acela al restului Țărilor de Jos. În urma căsătoriei ultimei supraviețuitoare a liniei burgunde, Maria de Burgundia cu Maximilian I de Habsburg, împărat al Sfântului Imperiu Roman, ducatul intră sub influența habsburgică. Sub Carol Quintul, domeniile habsburgice sunt împărțite între ramurile spaniole și austriece ale familiei. Ducatul, împreună cu restul Țărilor de Jos, intră sub influența ramurii spaniole.
În secolul XVII Luxemburgul intră în atenția Regatului Franței. Astfel, prin Tratatul Pirineilor din 1659, Franța anexează fortărețele Thionville și Montmédy. În 1684, Ludovic al XIV-lea invadează și ocupă Luxemburgul. Prin Tratatul de la Nijmegen din 1678, Franța păstrează fortărețele din sud, dar prin Tratatul de la Ryswick din 1697 este obligată să cedeze restul ducatului casei de Habsburg. În 1713, dominația habsburgică este confirmată, ducatul, împreună cu restul Țărilor de Jos de sud intrând sub dominație austriacă.
În timpul Războiului Primei Coaliții, ducatul este ocupat de trupele revoluționare franceze iar în 1795 teritoriul său este înglobat în Republica franceză unde face parte din departamentul Forêts. Prin Pacea de la Campo Formio anexarea este recunoscută de puterile internaționale, astfel luând sfârșit existența ducatului de Luxemburg. Acesta va fi reconstituit în urma Congresului de la Viena și va fi ridicat la rangul de Mare Ducat, în uniune personală cu Regatul Unit al Țărilor de Jos.